# St. Vitus (Südlohn)

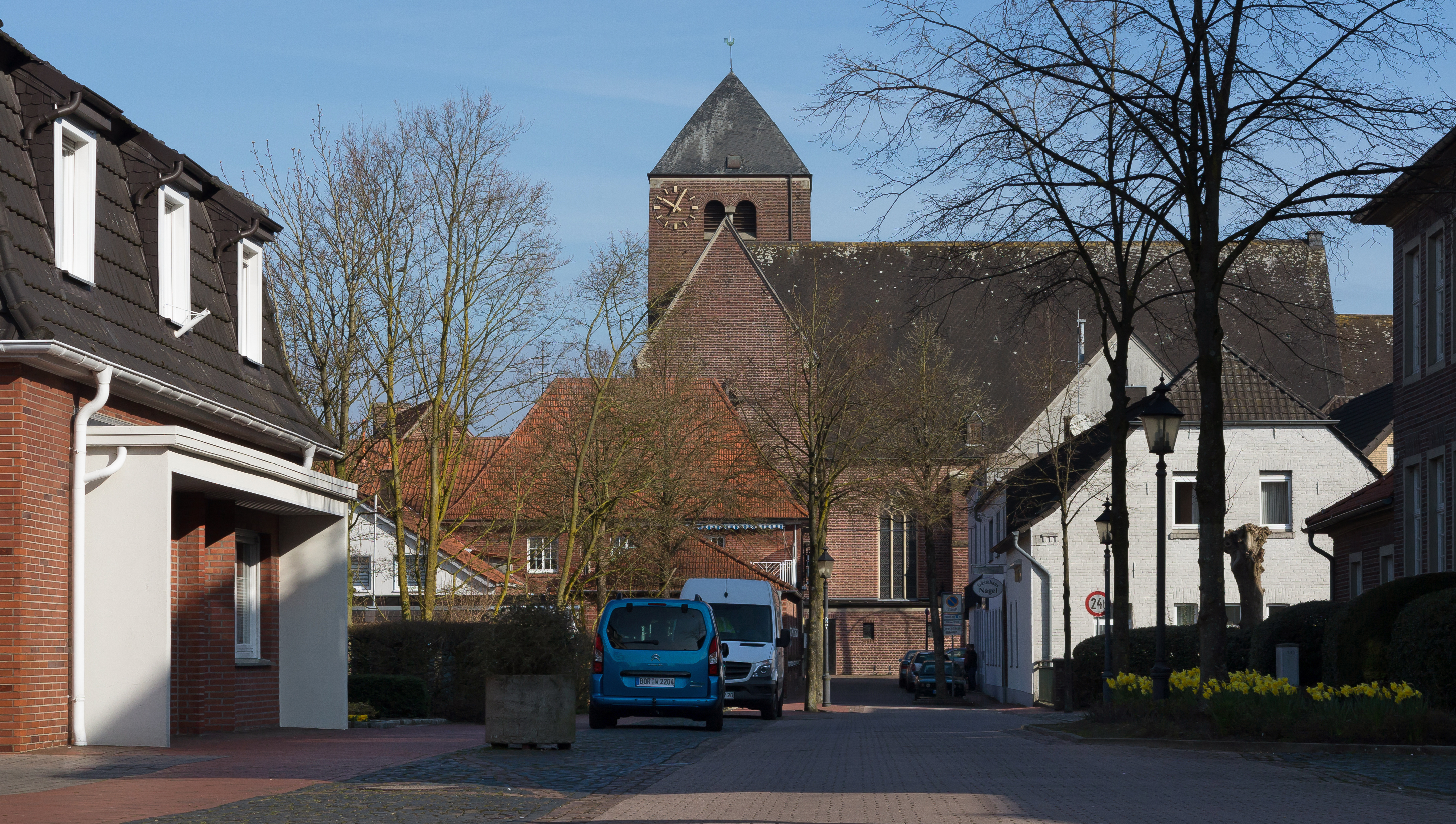
Südlohn, St. Vitus, Ansicht von Süden

Die Pfarrkirche St. Vitus ist ein katholisches Kirchengebäude in Südlohn.

## Geschichte
Die Kirchengemeinde St. Vitus in Südlohn ist aus der Urpfarre Lon mit der Pfarrkirche St. Otgerus in Nordlohn (heute Stadtlohn) hervorgegangen, die noch von dem Hl. Liudger, dem ersten Bischof von Münster, gegründet wurde. Angesichts der Ausdehnung dieser Urpfarre Lon wurde im Süden des Kirchspiels eine Kapelle gegründet, die im Jahre 1231 erstmals urkundlich erwähnt wurde. 1231 wurde die Kapelle von Bischof Ludolf von Münster zur Pfarrkirche für den südwestlichen Teil der Mutterpfarre erhoben, der als neues Kirchspiel entstand. Zum Pfarrpatron wurde der Hl. Vitus bestimmt. Die Patronatsrechte wurden zunächst von den Edelleuten von Lon ausgeübt, fielen 1316 dann dem Domkapitel zu Münster zu. Um die Kapelle herum bildete sich bald eine Dorfstruktur.
Die heutige St.-Vitus-Kirche ist eine spätgotische Hallenkirche. Das Nordportal wurde 1507 errichtet. Teile der Kirche sind wesentlich älter. 1936 wurde die Kirche um ein Joch erweitert, der spätromanische Turm abgerissen und durch einen neuen Turm ersetzt.

## Das Innere der Kirche
Der Innenraum gliedert sich in eine niedrige Eingangshalle mit einer sich darüber befindenden Orgelempore, einem dreischiffigen, vierjochigem Hallenraum mit südlichem Anbau und einem gegenüber dem Langhaus leicht versetzten Chor.
Die Pfeiler der Erweiterung des Langhauses von 1936 bestehen aus Beton und nicht wie beim spätgotischen Bau aus Sandstein.

## Ausstattung
Mit dem Bau des Chores und des Langhauses erhielt die Kirche eine spätgotische Ausstattung, von der nur wenig erhalten ist.
Die gotischen Gewölbemalereien wurden erst 1961 wiederentdeckt. Sie sind beispielhaft für die Region. Der Bilderzyklus beginnt im Westen mit dem Sündenfall. Die folgenden Gewölbe tragen vier weibliche Heilige: Barbara (mit Turm und Palmzweig), Katharina (fürstlich gekleidet, gekrönt und mit einem Schwert), Justina (mit Buch) und Lidwina (mit Rosenkranz auf dem Kopf und einem Korb mit Rosen). Die vier Heiligen leiten zum zweiten Hauptmotiv über: Verkündigung von Maria. Im Osten der Gewölbe finden sich der Prophet Isaias, der Pfarrpatron St. Viktor (mit Buch) und Antonius (mit Schwein). Der Zyklus endet auf der Stirnseite des Triumphbogens mit der Madonna im Strahlenkranz mit Kind.
Das älteste Kunstwerk in der Kirche ist ein 70 cm hohes, hölzernes romanisches Kreuz aus dem Anfang des 13. Jahrhunderts. Es steht im Chorraum. Der Kopf des Erlösers hat hinten eine Öffnung für Reliquien.
An der Südseite des Westbaues befindet sich der schlichte gotische Taufstein in Pokalform. Er entstand um 1450 und hat eine moderne Abdeckung aus Kupfer.
Der Kronleuchter im Mittelschiff ist aus dem 17. Jahrhundert.
Prachtvoll geschnitzte Kanzel zeigt die vier Evangelisten als Halbfiguren.
Die Strahlenkranzmadonna auf der Mondsichel, die Schlange des Sündenfalls zertretend, am linken vorderen Rundpfeiler ist aus der 2. Hälfte des 18. Jahrhunderts.
Aus dem Jahr der Kirchenerweiterung 1936 stammen die acht Fenster des südlichen Anbaus, ebenso die Fenster der Taufkapelle. Sie entstanden nach Entwürfen von Anton Wendling. Bemerkenswert ist das Sakrament der Krankensalbung, in jener Zeit des massiven Antisemitismus hat Wendling es mit fünf Davidssternen dargestellt.
Die großen Fenster im Langhaus wurden um 1960 nach Plänen des Malers Josef Nienhaus geschaffen.
Die Ausschmückung mit moderner Kunst wurde durch den Bildhauer Rudolf Breilmann vorgenommen. Von ihm stammen der Altarstein, der Tabernakel und die Tabernakelsäule, die Leuchter, die Säulen der Leuchterengel und der Ambo.
Im Turm hängen 5 Glocken. Die Katharinenglocke ist von 1390, die anderen von 1949, 1957 und 1996.

## Annakapelle
Durch das nördliche Seitenschiff gelangt man in die Annakapelle. Auf den Gewölbefeldern sind ornamentale Malereien aus dem Anfang des 16. Jahrhunderts. Ursprünglich gab es 12 Weihekreuze, davon konnten 11 1961 freigelegt werden, das 12. wurde 2012 ergänzt.

## Orgel
Von Bedeutung ist die spätklassizistische Orgel in Barocktradition, eine der wenigen noch vollständig erhaltenen und bespielbaren Anlagen im Kreis Borken. Das Orgelwerk wurde 1838 von dem Orgelbauer Johann Kersting (Münster) erbaut, das Orgelgehäuse von dem Schreiner Hölker (Südlohn) nach Plänen von Johann Kersting. Das Instrument wurde zuletzt in den Jahren 2010 bis 2013 restauriert. Es verfügt über 20 Register auf zwei Manualen und Pedal. Die Spiel- und Registertrakturen sind mechanisch.
| I Echowerk C–f3 |                |    |
| 1.              | Hohlpfeif      | 8′ |
| 2.              | Flauttravers D | 8′ |
| 3.              | Praestant      | 4′ |
| 4.              | Gemshorn       | 4′ |
| 5.              | Flaut douce    | 4′ |
| 6.              | Octav          | 2′ |
| 7.              | Cimbel II      | 1′ |

| II Hauptwerk C–f3 |                |     |
| 8.                | Bourdon B/D    | 16′ |
| 9.                | Principal      | 8′  |
| 10.               | Gedact         | 8′  |
| 11.               | Viola di Gamba | 8′  |
| 12.               | Octav          | 4′  |
| 13.               | Superoctav     | 2′  |
| 14.               | Mixtur IV      | 1′  |
| 15.               | Trompet B/D    | 8′  |

| Pedal C–f0 (c1) |           |     |
| 16.             | Subbass   | 16′ |
| 17.             | Principal | 8′  |
| 18.             | Octav     | 4′  |
| 19.             | Posaune   | 16′ |
| 20.             | Trompet   | 8′  |

- Koppeln: I/II (B/D); I/P, II/P, jeweils von C–c1